# Vessiólaia Gorà
Vessiólaia Gorà - Весёлая Гора (rus) - és un khútor del krai de Krasnodar, a Rússia. Es troba a la plana ponent del Caucas occidental. És a 26 km al nord d'Anapa i a 120 km a l'oest de Krasnodar.
Pertany al poble de Iurovka.